# 中華人民共和國郵票
中华人民共和国邮票指在中华人民共和国成立（1949年）之后发行的邮票。1950年6月30日，除了东北解放区、旅顺和大连的邮政系统由于货币原因继续使用地方性邮票外，其他地区都被要求停止销售地方性邮票。

## 历史

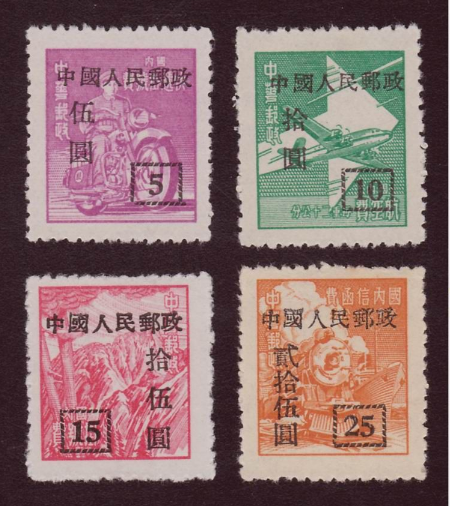
被加盖“中国人民邮政”字样和人民币面值的中华邮政邮票。

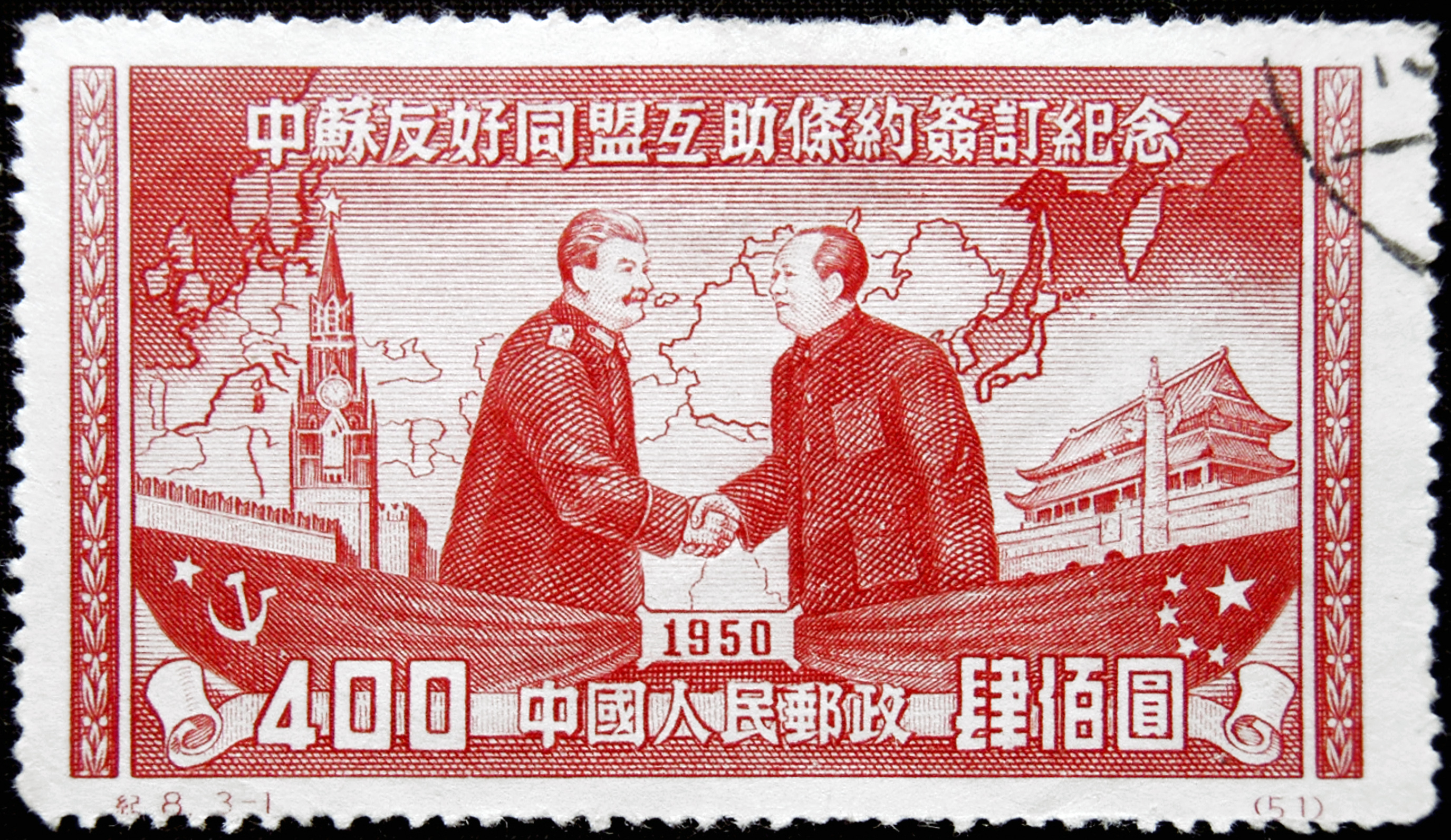
1950年发行的面值为400元的邮票——毛泽东和斯大林握手

1949年10月8日，刚刚成立的中华人民共和国发行了第一套邮票——“庆祝中国人民政治协商会议第一届全体大会”，这套邮票由4枚描绘灯笼和天安门的邮票组成。这次发行还开创了在邮票左下角对其进行编号的先例。例如，1950年价值为800元的和平鸽邮票的编号为“5.3-2”，表示这是由3枚邮票组成的第5套邮票中的第2枚。只有纪念邮票和特种邮票遵循这一规定，普通邮票并没有这一标记。另外，为缓解邮票不足的情况，大批未来得及发行的中华邮政邮票和原解放区邮票被加盖上“中国人民邮政”及面值继续使用。
中华人民共和国第一套普通邮票是1950年2月10日发行的以白云为背景的天安门邮票，9枚邮票由200元至10,000元不等。其后邮票的设计作了一些修改，到1954年为止共有6个版本。每个版本都有一些细微的不同，例如云的位置。
1950年7月和12月，政府允许继续使用东北和华东地区前政府发行的地方性邮票。同时邮电部发现有必要对其征收附加费，主要针对1950年3月和8月，以及1951年5月发行的邮票。
与此同时，中华人民共和国发行了各种会议和事件的纪念邮票。1952年6月1日，一套描绘体育锻炼的邮票（广播体操特种邮票）与其配套音乐一起推出。这套邮票共40枚，描绘了10节广播体操，每节广播体操对应4张邮票，每张邮票描绘了广播体操中手脚的不同位置。

## 邮票种类
目前中国邮政发行的邮票大致可分为普通邮票、纪念邮票、特种邮票、个性化邮票等几大类。其中普通邮票目前常见的有“保护人类共有的家园”（普30）和“美丽中国”（普32）两个系列，通常在任何邮局都可以买到上述邮票，但未必可以一次性买到所有普通邮票（经常会出现缺少某一枚的情况）。特种邮票及纪念邮票一般是纪念重大事件、人物、描绘风景建筑、人文文化等。个性化邮票的主图确定，副票可以根据需要，在法律允许的情况下改变。

## 邮票铭记
在中华人民共和国邮票铭记（标示）沿革方面，1949年10月至1950年2月发行的纪1、纪2、纪3共3套纪念邮票，采用「中华人民邮政」铭记；自1950年2月10日发行《天安门图（第一版）普通邮票》起至1991年年底发行的所有邮票，均用「中国人民邮政」铭记（並沒有任何英文標註）；自1992年年初起至今，发行的所有邮票均用「中国邮政」和「CHINA」铭记。
一段时间内中国不是万国邮政联盟的成员。虽然中国邮票用阿拉伯数字标识面额，但并没有按照万国邮政联盟的要求用拉丁字母标识国家（国家识别只有「中国人民邮政」6个中文字）。1992年开始在邮票上印刷“CHINA”字样，並刪減国家识别中的「人民」两字。在此之前，西方的收藏家一般依靠左下角的编号以及国名中的第一个字“中”来辨别早期的邮票。“一个竖线贯穿一个方块”从视觉上区分了中国邮票和其他亚洲国家的邮票。

## 邮政运输设备
- 邮局及办邮点数量：82,116
- 邮件处理中心数量：236

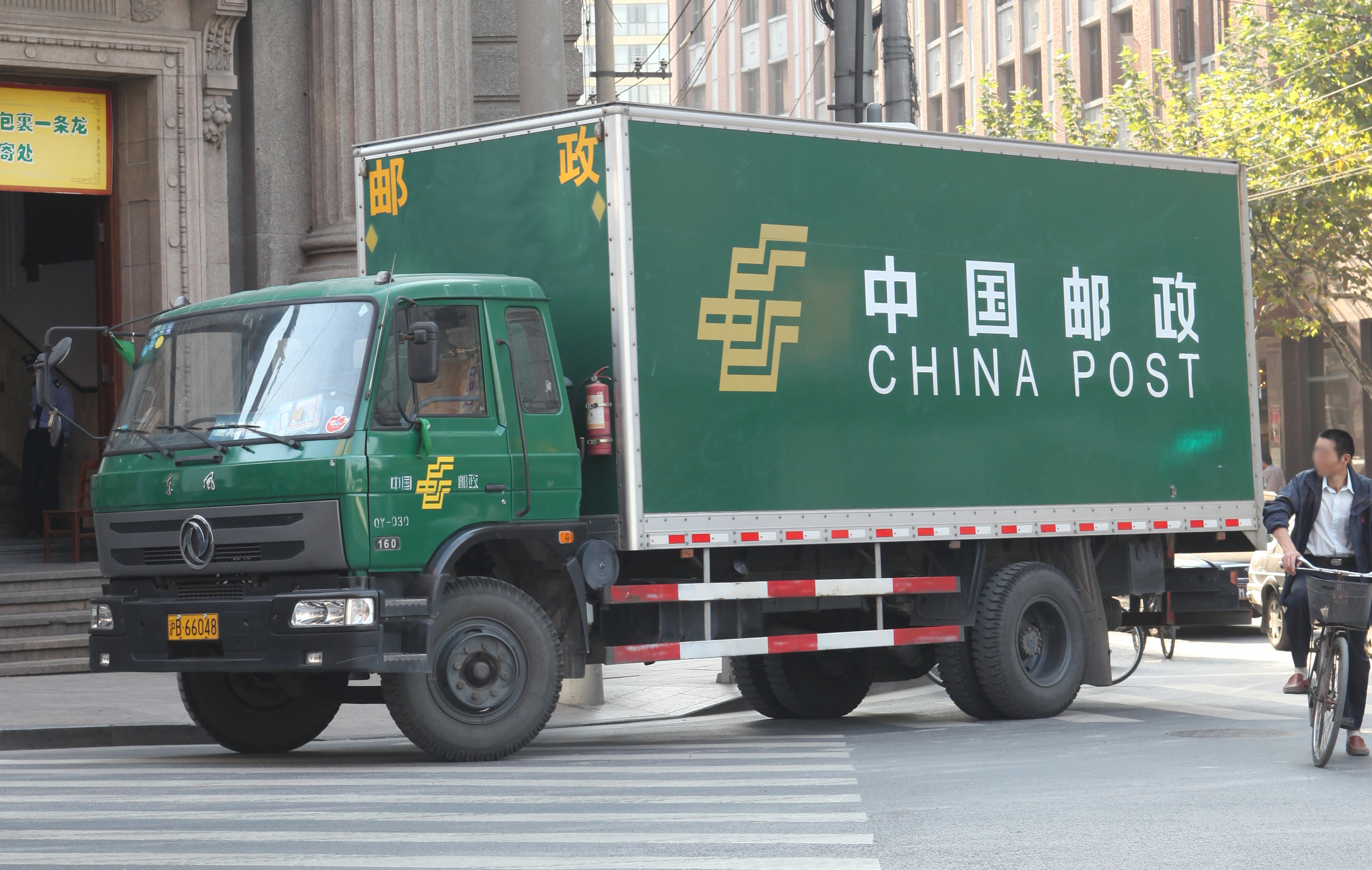
邮政卡车

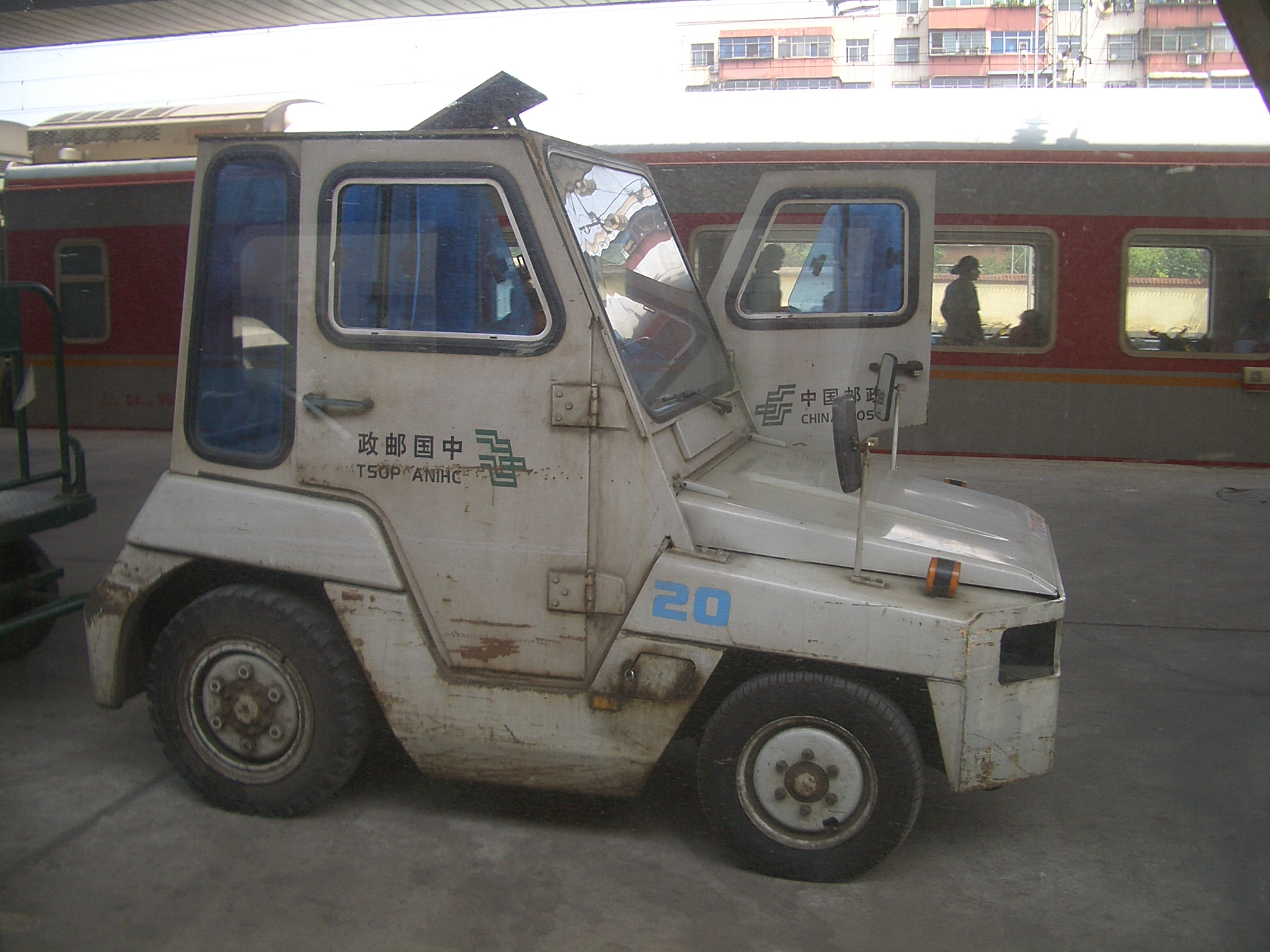
郑州火车站内邮包车拖车

- 邮政车主要行驶路线长度：3,100,000公里
- 邮政车辆数量：39,000台
- 运邮飞机数量：3
- 铁路邮政车厢数量：73
- 信件分拣机数量：155
- 包裹自动分拣机数量：209
- 已电脑化邮政所数量：20,000

## 资料来源
- Stanley Gibbons Ltd: various catalogues
- Encyclopaedia of Postal History
- Stuart Rossiter & John Flower: The Stamp Atlas

本條目含有部份來自美國國會圖書館的國家研究資料。這些資料由美國聯邦政府於公共領域出版。 Archive.today的存檔，存档日期2012-05-23
- Postage stamp catalogue of People's Republic of China